# Радужное (Чечня)
Радужное — село в Грозненском районе Чеченской Республики. Входит в состав Побединского сельского поселения.

## География
Село расположено в Алханчуртской долине, на берегу Алханчуртского канала, в 1 км к западу от центра сельского поселения — Побединское и в 8 км к северо-западу от города Грозный.

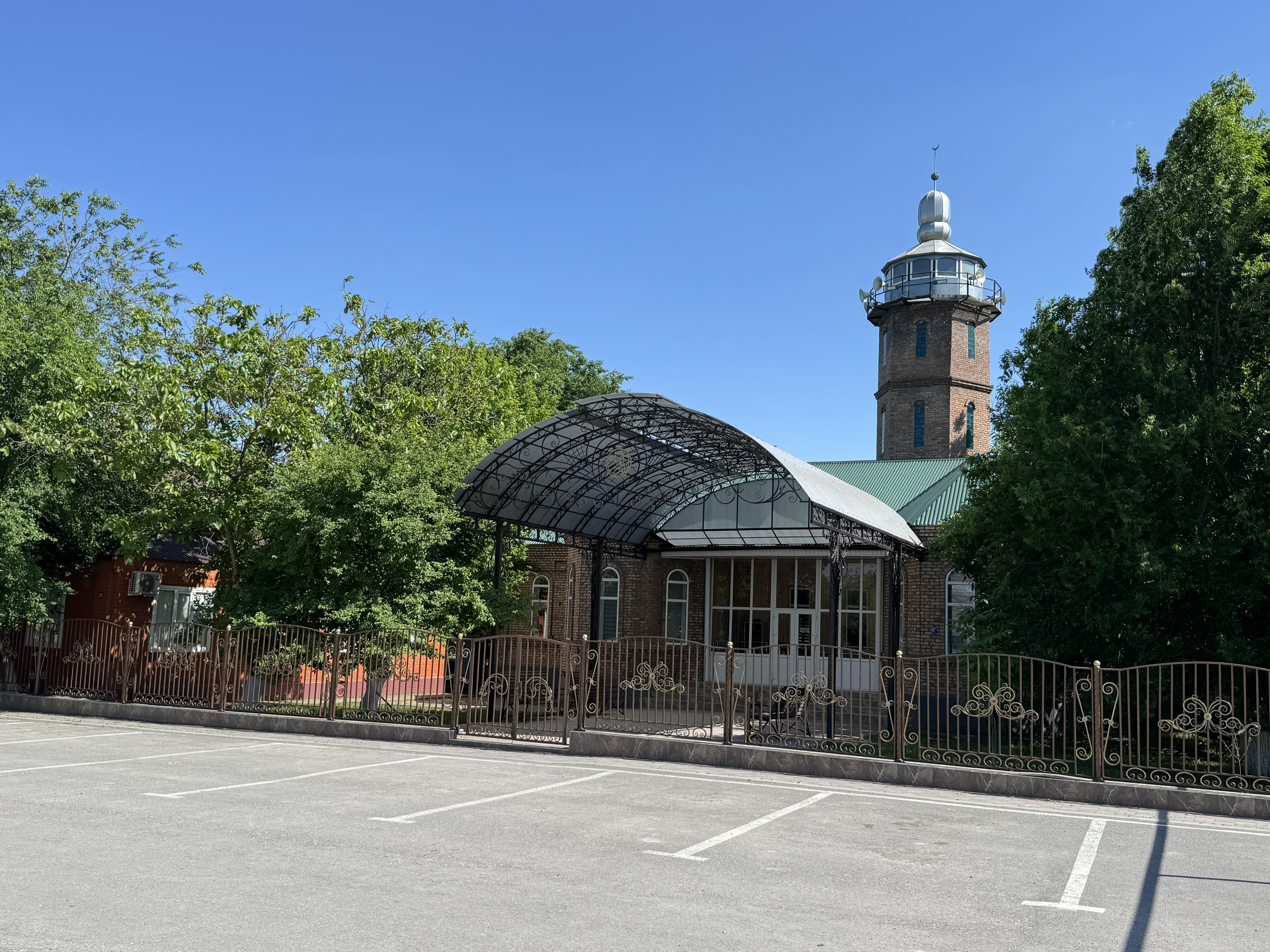
Мечеть в Радужном

Ближайшие населённые пункты: на западе — посёлок Долинский, на северо-западе — село Зебир-Юрт, на востоке — село Побединское, на юге — посёлок Гунюшки и на юго-западе — село Керла-Юрт.

## История
В 1977 году Указом Президиума ВС РСФСР посёлок фермы № 1 совхоза «Грозненский молочный» был переименован в село Радужное.

## Население
| 1990 | 2002  | 2010  |
| ---- | ----- | ----- |
| 1832 | ↗2054 | ↗2462 |

## Образование
- Радужная муниципальная средняя общеобразовательная школа[7].